# 比格克里克鎮區 (密蘇里州托尼縣)
比格克里克鎮區（英語：Big Creek Township）是位於美國密蘇里州托尼縣的一個行政鎮區。

## 地方資料
比格克里克鎮區的面積為191.85平方千米，當中陸地面積為188.09平方千米，而水域面積為3.75平方千米。根據2020年美國人口普查的數據，當地共有人口471人，而人口密度為每平方千米2.46人。